# Anagrina nigritibialis
Anagrina nigritibialis är en spindelart som beskrevs av Denis 1955. Anagrina nigritibialis ingår i släktet Anagrina och familjen Prodidomidae.
Artens utbredningsområde är Niger. Inga underarter finns listade i Catalogue of Life.